# 강동구 (선거구)
강동구는 대한민국의 옛 국회의원 선거구이다. 당시 서울특별시 강동구 지역을 관할했다.

## 역사
1979년 10월, 강남구의 일부 지역이 강동구로 분리되었다. 이에 제11대 국회의원 선거를 앞두고 강동구 선거구가 강남구 선거구에서 분리되면서 신설되었다.
1988년 1월, 강동구의 일부 지역이 송파구로 분구되었다. 또한 제13대 국회의원 선거를 앞두고 소선거구제가 실시되어 강동구 선거구가 송파구 갑, 송파구 을, 강동구 갑, 강동구 을 선거구로 분리되면서 각각 분리되면서 폐지되었다.

## 역대 국회의원
| 선거   | 정당 | 정당       | 1위 의원 | 정당 | 정당       | 2위 의원 |
| ------ | ---- | ---------- | -------- | ---- | ---------- | -------- |
| 1981년 |      | 민주정의당 | 정남     |      | 민주한국당 | 정진길   |
| 1985년 |      | 신한민주당 | 김동규   |      | 민주정의당 | 정남     |

## 역대 선거 결과

### 대한민국 제11대 국회의원 선거
|  | 28.50% |

|  | 27.40% |

|  | 11.83% |

|  | 4.78% |

|  | 4.04% |

|  | 3.11% |

|  | 2.97% |

|  | 2.76% |

|  | 2.70% |

|  | 2.69% |

|  | 2.30% |

|  | 1.92% |

|  | 1.87% |

|  | 1.84% |

|  | 1.20% |

### 대한민국 제12대 국회의원 선거
|  | 55.56% |

|  | 24.38% |

|  | 17.29% |

|  | 2.76% |